# 禧子内親王
禧子内親王（きしないしんのう、保安3年6月27日（1122年8月1日） - 長承2年10月10日（1133年11月8日））は、鳥羽天皇の第一皇女。生母は中宮藤原璋子（待賢門院）。

## 来歴
保安3年（1122年）6月27日に生まれ、同8月2日に内親王に宣下され、同17日五十日の儀、同24日准三后とされた。大治元年（1126年）12月27日に着袴。
大治3年（1128年）4月13日、一品に叙された。長承元年（1132年）11月25日、賀茂斎院に卜定された（時の天皇は同母兄の崇徳天皇）。長承2年（1133年）4月18日初斎院に入ったが、9月2日病気のために退下し、10月10日薨去した。
鳥羽上皇・待賢門院の鍾愛を受けた皇女で、両院はたびたび斎院御所に御幸した。大変美しい姫宮であったことが『長秋記』に記されている（源師時は統子を「端正美麗、眼の及ぶ所に非ず」とした上で禧子の容貌を「是又、容顔斎院に勝ち給ふ」と絶賛した）。

## 参考資料
- 『一代要記』
- 『十三代要略』
- 『中右記』
- 『長秋記』
- 『今鏡』